# Kateřina Brunšvicko-Wolfenbüttelská
Kateřina Brunšvicko-Wolfenbüttelská (1488 – 29. června 1563), členka rodu Welfů, brunšvicko-wolfenbüttelská princezna a sňatkem sasko-lauenburská vévodkyně.

## Život
Kateřina se narodila jako dcera Jindřicha I. Brunšvicko-Wolfenbüttelského a Kateřiny Pomořanské, dcery Erika II. Pomořanského.
20. listopadu 1509 se ve Wolfenbüttelu provdala za Magnuse I. Sasko-Lauenburského (1470–1543). Její otec v roce 1509 svolal parlament k vybrání dámské daně, protože nebyl schopný zaplatit věno sám. Teprve po dlouhých jednáních, parlament udělil tři kola na vybrání daně z nemovitosti, k získání peněz a šperků pro princeznu.
Kateřina byla přísná katolička s úzkými vazbami na své příbuzné v Brunšvicku. To přimělo Gustava I. Vasu ke svatbě s její dcerou Kateřinou.
Ohledně sňatku svého nejstaršího syna vstoupila Kateřina do jednání s jeho budoucí tchyní, Kateřinou Meklenburskou, bez vědomí a na úkor hlavy rodu Wettinů, Jana Fridricha I. Saského.

## Potomci
- František I. Sasko-Lauenburský (1510–1581); ⚭ 1540 Sibyla Saská
- Dorotea Sasko-Lauenburská (1511–1571); ⚭ 1525 princ, pozdější dánský a norský král Kristián III.
- Kateřina Sasko-Lauenburská (1513–1535); ⚭ 1531 švédský král Gustav I. Vasa
- Klára Sasko-Lauenburská (1518–1576); ⚭ 1547 vévoda František Brunšvicko-Lüneburský
- Žofie Sasko-Lauenburská (1521–1571)
- Uršula Sasko-Lauenburská

## Královští potomci
Kateřina Brunšvicko-Wolfenbüttelská je předkem Alžběty II., Karla XVI. Gustava, Juana Carlose I., Haralda V., Viléma-Alexandra Nizozemského, Markéty II., Alberta II. Belgického a Jindřicha I. Lucemburského.